# Höhenrauch
Höhenrauch (auch Heerrauch, Hehrrauch, Herauch, Haarrauch, Heiderauch, Höhrauch, Landrauch, Moorrauch, Sonnenrauch) bezeichnet eine Trübung der Atmosphäre, die durch (vorwiegend aus festen Partikeln bestehende) Aerosole in relativ großer Höhe verursacht wird. Ursache können z. B. Vulkanausbrüche (z. B. nach der Laki-Katastrophe 1783), große Brände oder Brandrodung sein, deren Aerosole großräumig verteilt werden.
Im engeren Sinn bezeichnet der Höhenrauch aber ein historisches Phänomen, verursacht durch die bis ins 20. Jahrhundert vor allem in den Niederlanden und in Norddeutschland großflächig praktizierte Moorbrandkultur. Dabei wurde die Oberfläche eines Moores mit Hacken gelockert, um das Trocknen zu erleichtern, das wurde wiederholt, und im Mai wurde das Moor angezündet. In die Asche wurde dann Buchweizen gesät. Der durch diese Feuer entstehende dichte Rauch reduzierte in der unmittelbaren Umgebung die Sicht auf weniger als 30 m und verursachte Atembeschwerden. Anschließend verteilte sich der Rauch in der Troposphäre und wurde von Höhenwinden über tausende von Kilometern verfrachtet. Man beobachtete dann eine Trübung und bräunliche Färbung der Erdatmosphäre, die einige Grad über den Horizont reichte, und vor allem eine stark rötliche Färbung der tief stehenden Sonne.
Je nach Windrichtung gelangte der Höhenrauch selbst noch nach Lissabon und St. Petersburg. In den in der Hauptwindrichtung liegenden Regionen (Niederlande, Nordfrankreich, England) war er im 19. Jahrhundert ein bekanntes Phänomen. Dementsprechend gibt es nicht nur zahlreiche Namen im Deutschen, sondern auch in den Sprachen der betroffenen Länder: im Niederländischen veenrook, heirook und seerook, im Englischen dry fog und im Französischen brouillard sec.